# Метафазни хромозом
Метафазни хромозом је хромозом у митози посматран у фази када се најбоље уочава, у метафази. Пошто је пре деобе ћелија прошла кроз интерфазу у којој се извршила репликација ДНК, хромозом у метафази има два молекула ДНК. 
Метафазни хромозом је изграђен од:
1. две сестринске хроматиде које су настале репликацијом тако да носе потпуно идентичне гене (отуда назив сестринске);
2. центромере која повезује сестринске хроматиде и усмерава њихово кретање ка половима деобног вретена када се хромозом у анафази подели.
3. неки хромозоми садрже и секундарно сужење.